# Poortvliet (dorp)
Poortvliet (Zeeuws: Poôflie) is een dorp in de gemeente Tholen in de Nederlandse provincie Zeeland. In 2023 telde het dorp 1.795 inwoners, in 2011 waren het er nog 1.672. Tot juli 1971 was Poortvliet een zelfstandige gemeente.
De naam Poortvliet is samengesteld uit poort, afgeleid van portus, het Latijnse woord voor haven, en vliet, een waterloop. Hoewel het dorp nu relatief ver van het water ligt, is het ontstaan aan een inbraakgeul van de Pluimpot.
Het dorp wordt voor het eerst vermeld in 1200, maar uit archeologische vondsten blijkt dat ter plaatse al in de Romeinse tijd boerderijen stonden. Rond 1200 werd het kasteel van Poortvliet gebouwd. 

## Vlag
De vlag van Poortvliet is vierkant met zeven banen in de kleuren blauw en wit, met het wapen in de linkerbovenhoek. De vlag is door de gemeenteraad ingesteld als gemeentevlag op 15 april 1954.

## Bezienswaardigheden
- Monumentaal is de Sint-Pancratiuskerk, voor de reformatie gewijd aan Pancratius, met schip uit omstreeks 1450 en waarvan het onderste deel van de achtkantige toren met vierkante onderbouw uit de 14e eeuw dateert.[5] Deze kerk is in gebruik bij de Hersteld Hervormde Gemeente
- Het raadhuis t Ouwe Raad'uus (Langestraat 16) is een fors, in opzet 18e-eeuws, woonhuis dat in 1863 als raadhuis werd ingericht. Bij een ingrijpende verbouwing in 1907-1908, naar ontwerp van J. Vriens, kreeg het een nieuwe voorgevel met risalerende zijdelen, siermetselwerk en gestukadoorde banden. De ingangsomlijsting dateert van een verbouwing in 1956-1957 naar ontwerp van A.J. Argelo.[6]
- In het dorp staat korenmolen De Korenaar uit 1710.
- Van molen De Graanhalm uit 1851 resteert nog een deel van de romp nadat de molen in 1957 afbrandde.
- Twee verdere kerkgebouwen in Poortvliet zijn:
  - De Ontmoetingskerk van 1952 en 1982
  - De Kerk van de Gereformeerde Gemeenten van 1930

## Foto's

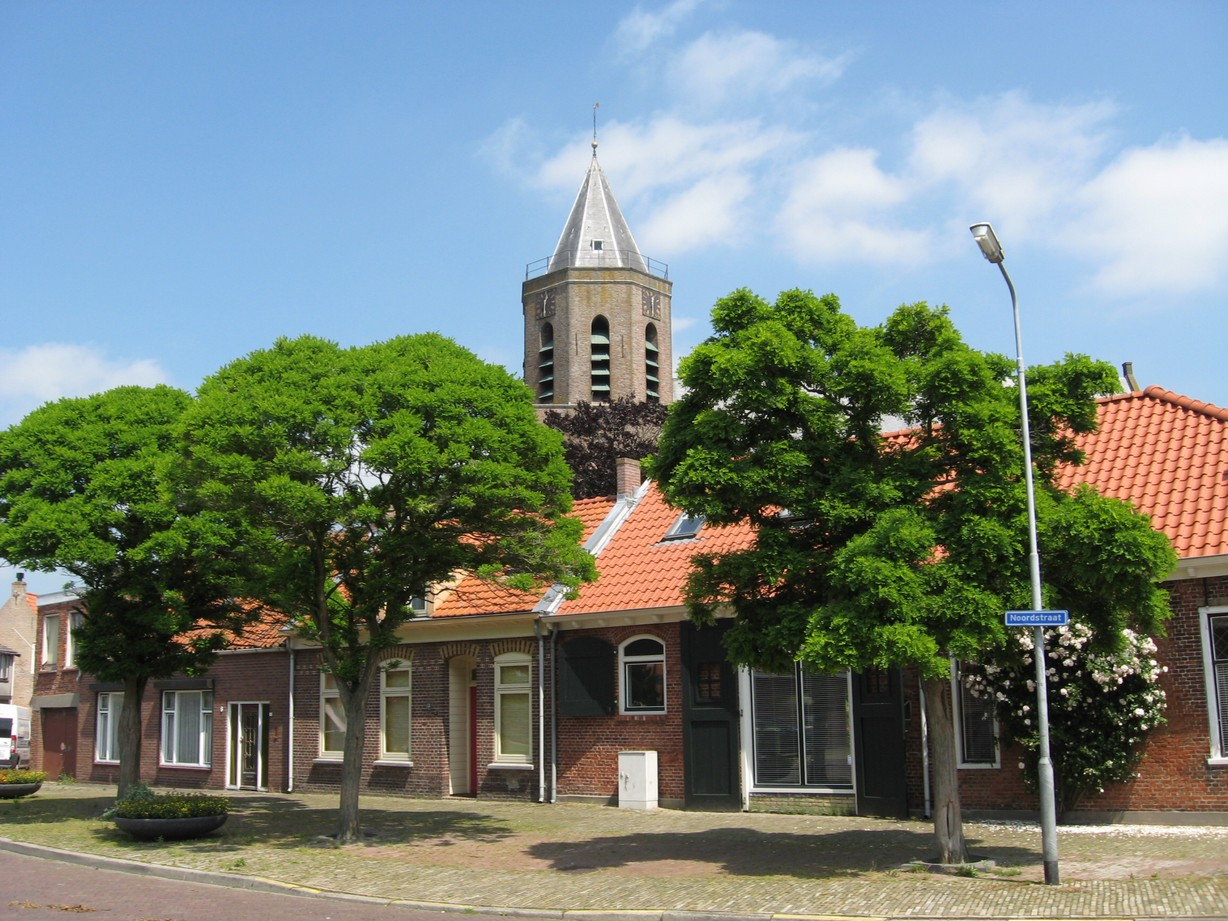
De Noordstraat in Poortvliet
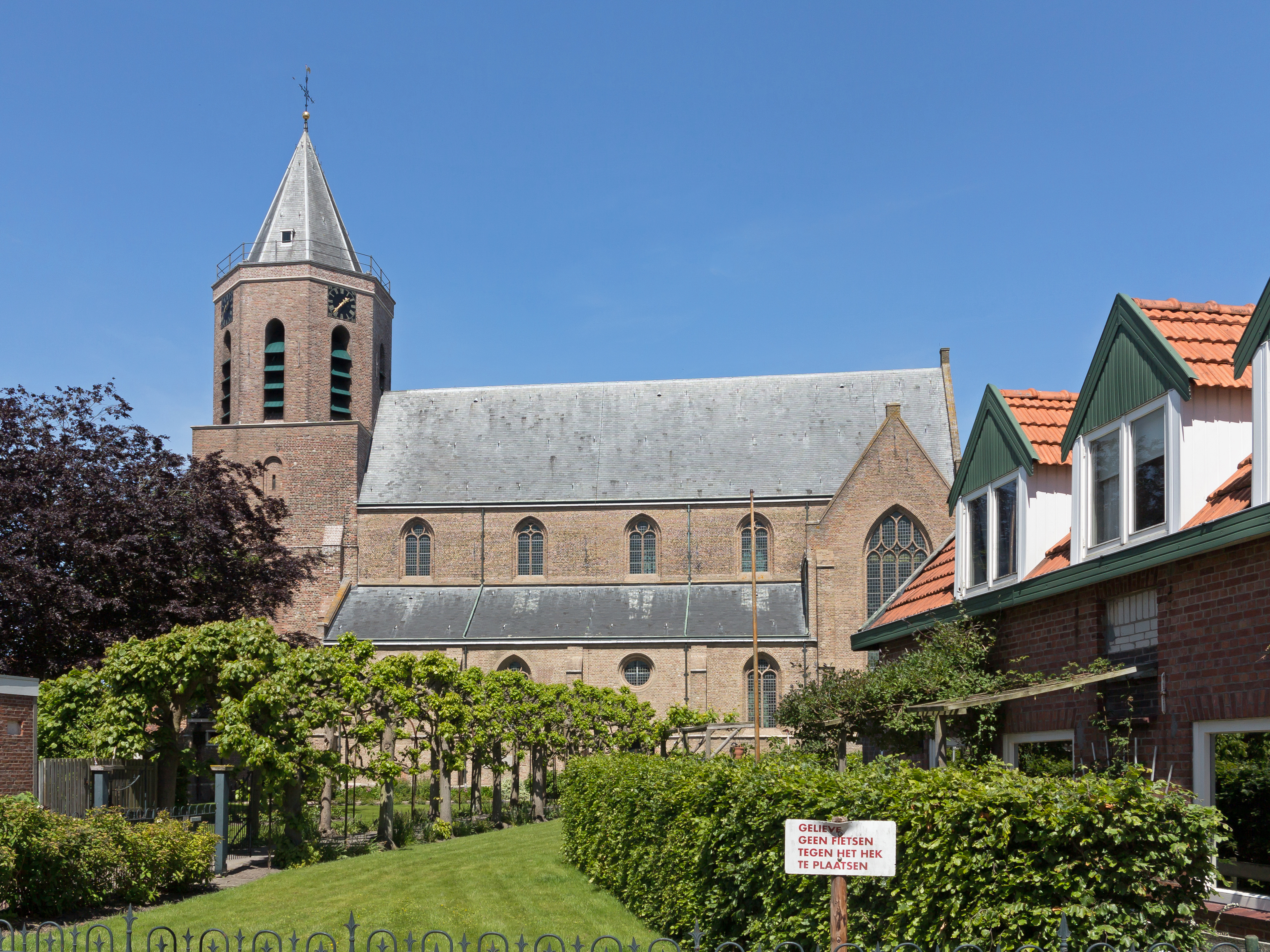
De Sint Pancratiuskerk
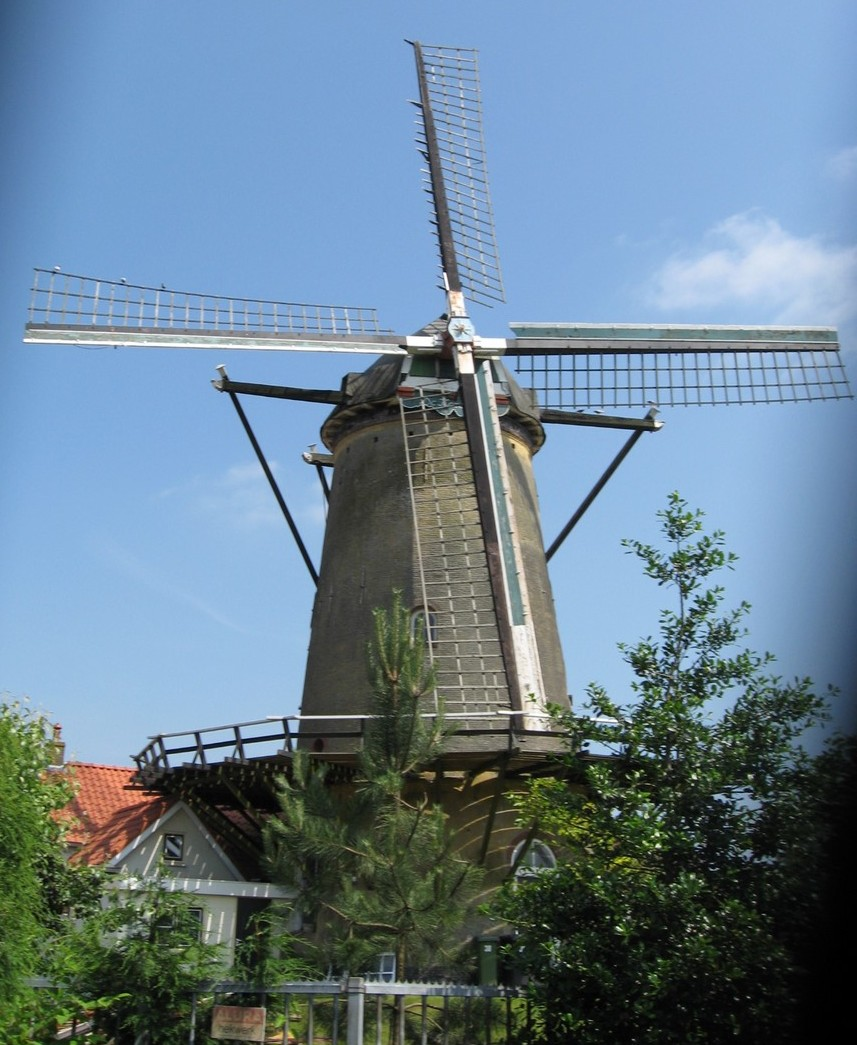
molen De Korenaar

## Geboren in Poortvliet
- Pieter Manteau van Dalem (1607-1688), waterbouwkundige, landmeter, ingenieur en schepen
- Jo Johannis Dronkers (1910-1973), wiskundige
- Willie Wartaal (1982), rapper en televisiepresentator

## Verenigingen
Verenigingen in Poortvliet zijn onder meer:
- Voetbalvereniging SPS (Poortvliet deelt voetbalclub met Scherpenisse)
- Gymvereniging Excelsior
- Muziekvereniging Euterpe (Fanfareorkest)